# Episodi di Lady Oscar

Il ritratto di Oscar come Marte

Questa è la lista degli episodi dell'anime Lady Oscar, tratto dall'omonimo manga di Riyoko Ikeda.

## Lista episodi

### Episodi ufficiali
| Nº | Titolo italiano Giapponese 「Kanji」 - Rōmaji - Traduzione letterale | In onda          | In onda         |
| Nº | Titolo italiano Giapponese 「Kanji」 - Rōmaji - Traduzione letterale | Giapponese       | Italiano        |
| 1  | La grande scelta 「バラの運命」 - Oscar, bara no unmei – "Oscar, il destino di una rosa" | 10 ottobre 1979  | 1º marzo 1982   |
| 1  | Il generale Jarjayes, che da sempre sogna di avere un erede maschio, decide di chiamare l'ultima figlia Oscar e di crescerla come se fosse un maschio. Quattordici anni dopo, il padre chiede alla giovane Oscar di entrare a far parte della guardia reale di Versailles. Il re Luigi XV, eccezionalmente, è pronto ad accettare una donna tra le sue guardie perché pensa sia la persona ideale per poter proteggere Maria Antonietta, la futura regina. Oscar è combattuta, non sa se accettare, diventando uomo una volta per tutte, oppure rifiutare l'offerta rischiando di essere accusata di tradimento alla corona. Si consulta con André, suo attendente nonché migliore amico sin dall'infanzia, il quale le consiglia di seguire il suo cuore, e di vivere finalmente la sua vita da donna se è questo che desidera. Alla fine Oscar accetta la proposta del padre e indossa l'uniforme della guardia reale.                                                                                      |                  |                 |
| 2  | L'arrivo di Maria Antonietta 「舞え！オーストリアの蝶」 - Mae! Austria no choo – "Vola! Farfalla austriaca" | 17 ottobre 1979  | 2 marzo 1982    |
| 2  | Oscar viene mandata a guida della guardia reale per scortare la principessa Maria Antonietta verso la reggia di Versailles. Il duca d'Orléans trama contro la famiglia reale: vuole rapire Maria Antonietta per screditare il re e salire al trono. Oscar riesce a sventare il suo piano, sconfiggendo tutti i suoi complici, ma il duca d'Orléans riesce a non essere scoperto perché elimina i suoi uomini prima che possano confessare. Oscar, grazie alla sua abilità e alla sua protezione, si è guadagnata la stima della futura regina. |                  |                 |
| 3  | Un triste presagio 「ベルサイユに火花散る」 - Versailles ni hibana chiru – "Una scintilla a Versailles" | 24 ottobre 1979  | 3 marzo 1982    |
| 3  | Nasce una disputa tra Maria Antonietta e la contessa du Barry, l'amante del re, che prima di diventare nobile era una prostituta e che ha sposato e poi ucciso il conte du Barry solo per avere il titolo nobiliare. La contessa è una donna potente e ambiziosa, che sente il suo potere minacciato dalla nuova principessa. Maria Antonietta si rifiuta di rivolgere la parola alla donna, che ne rimane offesa e, sfruttando la grande considerazione di cui Oscar gode a palazzo, chiede al re di concederle la presenza della madre di Oscar a corte come sua dama di compagnia. Oscar capisce che deve prendere una posizione. |                  |                 |
| 4  | L'intrigo 「バラと酒とたくらみと。。。」 - Bara to sake to takurami to... – "Rose, vino e cospirazioni..." | 31 ottobre 1979  | 4 marzo 1982    |
| 4  | Oscar sceglie di appoggiare la principessa, che si presenta a corte accompagnata dalla madre di Oscar, ostinandosi a non rivolgere la parola alla du Barry. Il duca d'Orléans, nel frattempo, cerca di sfruttare la situazione per le sue mire, e dona alla contessa du Barry una bottiglia di vino avvelenato, certo che la userà contro la principessa. La contessa cerca di far credere che sia Maria Antonietta a volerla avvelenare, in modo da distruggere la reputazione della giovane, ma Oscar capisce che la perfida contessa sta sfruttando sua madre, madame de Jarjayes, per i suoi scopi, e ferma il piano della contessa. |                  |                 |
| 5  | La rivincita della contessa 「高貴さを涙にこめて」 - Kedakasa o namida ni komete – "Lacrime con dignità" | 7 novembre 1979  | 5 marzo 1982    |
| 5  | La contessa du Barry riesce a convincere il re a costringere Maria Antonietta a rivolgerle finalmente parola, cosa che la giovane principessa, per non mettere in pericolo la pace tra Francia e Austria, è costretta a fare durante la visita dei nobili il giorno di capodanno. Nel frattempo il duca d'Orléans attenta alla vita del principe Luigi, marito di Maria Antonietta, cercando di inscenare un incidente di caccia. Oscar, che accompagna il principe, riesce a sventare inconsapevolmente l'attentato, ma neanche questa volta il duca d'Orléans viene scoperto. |                  |                 |
| 6  | La congiura sventata 「絹のドレスとボロ服」 - Kinu no doresu to borofuku – "Abiti di seta e stracci" | 14 novembre 1979 | 8 marzo 1982    |
| 6  | Il duca d'Orléans cerca di organizzare nuovamente un attentato contro i principi in occasione di una visita a Parigi, con la complicità del duca Henri Salvador de Guéméné e di Charles Corday, ex soldato della guardia reale. Oscar, grazie all'aiuto di André e del tenente Girodelle, riesce a evitare l'attentato e a catturare Corday, che però si avvelena prima di confessare il nome del mandante. Nel frattempo, si narra la storia di Jeanne e Rosalie, due sorelle parigine, eredi di un discendente illegittimo della dinastia dei Valois. Jeanne fugge di casa e si fa ospitare da una nobildonna francese, sfruttando il suo cognome, mentre la dolce Rosalie rimane a casa a fianco della madre malata. |                  |                 |
| 7  | Una notte a Parigi 「愛の手紙は誰の手で」 - Ai no tegami wa dare no te de? – "Chi ha scritto la lettera d'amore?" | 21 novembre 1979 | 9 marzo 1982    |
| 7  | Maria Antonietta si reca in incognito a un ballo in maschera a Parigi, dove incontra e si innamora del conte Hans Axel von Fersen. Quando il conte si reca a Versailles a visitare ufficialmente la principessa, la contessa du Barry decide di usare l'intesa tra i due per mettere in difficoltà Maria Antonietta, rovinandone la reputazione, e paga un falsario per scrivere una falsa lettera d'amore copiando la grafia della principessa. Il tenente Girodelle scopre il piano e si reca con Oscar e André ad arrestare il falsario, che è però stato ucciso dalla contessa affinché non testimoniasse contro di lei. Nessuno, quindi, può provare la colpa della contessa, ma Oscar si limita a intimarle personalmente di non fare mai più qualcosa del genere. |                  |                 |
| 8  | L'incidente 「我が心のオスカル」 - Waga kokoro no Oscar – "Oscar del mio cuore" | 28 novembre 1979 | 10 marzo 1982   |
| 8  | Maria Antonietta e Oscar rimangono ferite in seguito a un incidente a cavallo. Il re condanna a morte André per l'accaduto, anche se il ragazzo non ha nessuna colpa. Per salvarlo, Oscar si offre di andare al patibolo al suo posto, e anche il conte di Fersen interviene in sua difesa chiedendo di essere a sua volta giustiziato. Oscar rimane molto colpita dal nobile gesto del conte. Su richiesta di Maria Antonietta stessa, il re grazia André. Oscar sviene a causa delle ferite riportate, e durante la convalescenza Fersen scopre che Oscar è una donna. Quando riprende conoscenza, André è al suo capezzale, e giura di essere pronto a sacrificare la sua vita per lei. |                  |                 |
| 9  | La morte di Luigi XV 「陽は沈み陽は昇る」 - Hi wa shizumi, hi wa noboru – "Il sole tramonta, il sole sorge" | 5 dicembre 1979  | 11 marzo 1982   |
| 9  | Luigi XV, malato di vaiolo, è in punto di morte e la contessa du Barry, consapevole che la morte del re rovinerebbe la sua posizione a corte, fa chiamare Oscar per chiederle l'amicizia della principessa Maria Antonietta. Oscar rifiuta la proposta e la contessa prova a chiedere l'appoggio del duca d'Orléans, che non la riceve sapendo che ormai non ha più nessun potere. Lo stesso Luigi XV, poco prima di morire, si confessa e chiede l'allontanamento della sua favorita dalla corte come gesto simbolico del suo pentimento. Oscar, con un gesto di grande generosità, scorta la contessa ormai in rovina, e la difende dai maltrattamenti che subirebbe dai suoi numerosi nemici. |                  |                 |
| 10 | L'incoronazione 「美しい悪魔ジアンヌ」 - Utsukushii akuma Jeanne – "Jeanne, splendido demonio" | 12 dicembre 1979 | 12 marzo 1982   |
| 10 | In seguito alla morte del re, Luigi XVI e Maria Antonietta vengono incoronati. Rosalie ha bisogno di aiuto economico, perché la madre è gravemente malata. Prova a rivolgersi alla sorella Jeanne, che ormai è stata adottata dalla marchesa de Boulainvilliers, ma Jeanne la rifiuta e ordina a Nicolas de La Motte, nipote della marchesa, di frustarla a sangue e di scacciarla. Rosalie disperata, affamata e senza soldi vede come unica soluzione la prostituzione: incontra Oscar e scambiandola per un uomo le si offre per denaro. Oscar ride per l'equivoco e le dà una moneta d'oro per la madre. Jeanne accetta di sposare Nicolas de La Motte, innamorato di lei, e insieme uccidono la marchesa de Boulainvilliers e ne falsificano il testamento, così che tutta l'eredità della nobile famiglia vada a Jeanne e che lei possa iniziare la sua scalata verso la nobiltà. |                  |                 |
| 11 | Maria Antonietta regina 「フェルゼン北国へ去る」 - Fersen kitaguni e saru – "Fersen parte per il Nord" | 19 dicembre 1979 | 15 marzo 1982   |
| 11 | Oscar viene promossa al grado di colonnello e comandante delle guardie reali, grazie alla stima che Maria Antonietta nutre per lei. La nuova regina dà udienza al conte di Fersen, di cui è innamorata, invece di ricevere i suoi sudditi, soprattutto l'ambasciatore danese marchese Brahe, e questo provoca uno scandalo a corte: il comportamento della regina è sconsiderato per il suo ruolo. Oscar chiede a Fersen di lasciare la Francia, per placare le voci su una relazione tra lui e la regina. Fersen parte, ma promette a Oscar che un giorno tornerà. Sulla via di casa Oscar e André assistono a una scena scioccante: il duca de Guéméné spara alle spalle a Pierre, un bambino che aveva tentato di rubargli dei soldi perché non mangiava da due giorni, e se ne va impunito ridendo sotto gli occhi sconvolti di Rosalie e di tutte le persone che assistevano impotenti alla scena. Furiosa, Oscar giura vendetta contro il duca.                                                         |                  |                 |
| 12 | I capricci di Maria Antonietta 「決闘の朝オスカルは。。。？」 - Kettou no asa Oscar wa – "Oscar, duello all'alba" | 26 dicembre 1979 | 16 marzo 1982   |
| 12 | Maria Antonietta spende molti soldi in vestiti e feste, e questo comportamento suscita critiche da parte dei nobili francesi e di Oscar. Nasce un diverbio tra Oscar e il duca de Guéméné, che trova vergognoso che una donna sia stata eletta a capo della guardia reale. Oscar pensa che il duca sia un uomo spregevole, perché l'ha visto uccidere a sangue freddo un bambino che gli aveva rubato del denaro. I due si sfidano a duello e il duca, con la complicità del duca d'Orléans, prova a truccare il duello, Oscar riesce lo stesso a sparargli per prima, ma lo colpisce alla mano perché trova ingiusto uccidere un uomo. Maria Antonietta punisce Oscar per aver duellato con un mese di reclusione, ma solo per proteggerla da chi la vuole morta, e rimprovera aspramente il duca de Guéméné. |                  |                 |
| 13 | Le catene della povertà 「アラスの風よ応えて。。。」 - Arras no kaze yo kotaete... – "Rispondi, vento di Arras..." | 9 gennaio 1980   | 17 marzo 1982   |
| 13 | Durante il mese di sospensione, Oscar e André partono illegalmente per una vacanza al villaggio di Arras al fine di visitare una delle tenute dei Jarjayes. In una locanda e ristorante della zona, il cui proprietario è fin da giovane un conoscente di famiglia, incontrano Robespierre, un giovane studente di legge che critica il comportamento dei reali di fronte all'estrema povertà del popolo francese, suscitando l'indignazione di Oscar, che però poco dopo è costretta a fronteggiare la reale povertà dei francesi quando deve portare all'ospedale Gilbert Seguin, il terzo figlio di un contadino della sua tenuta che non ha soldi per pagare le cure e deve mantenere anche la moglie, la primogenita Catherine e la secondogenita. Sono le prime avvisaglie dello scontento popolare che causerà la rivoluzione francese. Nel frattempo, a Versailles, Maria Antonietta conosce la contessa Yolande di Polignac e ne diventa amica, causando forti critiche da parte degli altri nobili. |                  |                 |
| 14 | La contessa di Polignac 「天使の秘密」 - Tenshi no himitsu – "Il segreto dell'angelo" | 16 gennaio 1980  | 18 marzo 1982   |
| 14 | La madre di Rosalie viene investita da una carrozza su cui viaggia la contessa di Polignac. In punto di morte, la donna le confessa di non essere la sua vera madre, che sarebbe in realtà una nobile dal nome di Martine Gabrielle. Rosalie giura vendetta e si reca a Versailles con l'intenzione di uccidere chi ha causato la morte di sua madre. Cerca di pugnalare madame de Jarjayes, scambiandola per la donna a bordo della carrozza, ma Oscar interviene in difesa della madre e Rosalie si accorge dello sbaglio di persona, riconoscendo in Oscar la persona che le ha fatto l'elemosina. Oscar chiede a Rosalie di rimanere a vivere a casa sua. |                  |                 |
| 15 | La menzogna 「カジノの伯爵夫人」 - Casino no hakushaku fujin – "La contessa del casinò" | 23 gennaio 1980  | 19 marzo 1982   |
| 15 | Maria Antonietta rischia di essere ripudiata dal marito perché dopo cinque anni di matrimonio non gli ha ancora dato un erede. La contessa di Polignac, che non vuole perdere la sua posizione a corte, la convince a mentire dicendo di essere incinta, pensando poi di affidarle un neonato alla scadenza della finta gravidanza. La contessa convince la regina a giocare alla roulette e ne approfitta per derubarla, ma Maria Antonietta crede che la sua amicizia sia autentica. La contessa mente dicendo a corte che la regina ha perso il bambino e dando la colpa a Oscar, che avrebbe spaventato la regina estraendo la spada. |                  |                 |
| 16 | Rosalie a palazzo Jarjayes 「母、その人の名は。。。？」 - Haha, sono hito no na wa... – "Madre, il suo nome è..." | 30 gennaio 1980  | 22 marzo 1982   |
| 16 | Oscar sta insegnando alla giovane Rosalie l'uso delle armi. La ragazza le chiede di trovare la donna che ha ucciso sua madre, e Oscar la invita a un ballo, dove forse la ragazza potrà riconoscere l'assassina. Rosalie non trova l'assassina, ma incontra la sorella Jeanne, che sta organizzando truffe contro i nobili insieme al marito Nicolas. Le due sorelle si riconoscono, ma Jeanne si rifiuta di parlare con Rosalie. Maria Antonietta chiede a Oscar di condurre Rosalie a Versailles, ma la contessa di Polignac si oppone perché Rosalie al ballo ha litigato con sua figlia, la contessina Charlotte de Polignac. |                  |                 |
| 17 | Rosalie a corte 「今めぐり逢いの時」 - Ima meguriai no toki – "Adesso, l'ora dell'incontro" | 6 febbraio 1980  | 23 marzo 1982   |
| 17 | Rosalie si reca a corte accompagnata da Oscar. Qui riconosce nella contessa de Polignac l'assassina di sua madre e sta per pugnalarla, ma Oscar la ferma e impedisce alla contessa di svelare la vera identità della giovane. Oscar viene attirata in un agguato, viene ferita e mentre il bandito sta per darle il colpo di grazia arriva la carrozza del conte di Fersen, che lo mette in fuga. |                  |                 |
| 18 | Il ritorno di Fersen 「突然イカルスのように」 - Totsuzen Icarus no you ni – "D'un tratto, come Icaro" | 13 febbraio 1980 | 24 marzo 1982   |
| 18 | Rosalie, Oscar e Charlotte capiscono che la contessa di Polignac è la responsabile dell'agguato, ma non hanno prove per accusarla. Fersen, tornato a Versailles dopo quattro anni di assenza, incontra Maria Antonietta. I due sono innamorati l'uno dell'altra, ma Fersen deve sposare un'altra donna. Oscar, di fronte alle confidenze di Fersen sul suo amore per Maria Antonietta, gli consiglia di lasciare Versailles per il bene di Maria Antonietta. Fersen incontra la regina nel parco della reggia e i due si confessano il loro amore. |                  |                 |
| 19 | Un matrimonio imposto 「さよなら、妹よ！」 - Sayonara, imouto yo! – "Addio, sorella mia!" | 20 febbraio 1980 | 25 marzo 1982   |
| 19 | Charlotte di Polignac è costretta dalla madre a sposare il duca Roland de Guiche. André scopre che Martine Gabrielle, cioè la vera madre di Rosalie, non è altri che la contessa di Polignac, il cui nome completo è Yolande Martine Gabrielle, la stessa donna che ha ucciso la sua madre adottiva. Convinta che la sua madre biologica non significhi niente nella sua vita, Rosalie cerca di ucciderla, ma non trova la forza di spararle e viene raggiunta da Oscar e André, che la portano via e rivelano alla contessa che Rosalie è sua figlia. Charlotte, decisa a non sposare un uomo che non ama, si toglie la vita a soli undici anni. |                  |                 |
| 20 | Un amore impossibile 「フェルゼン名残りの輪舞」 - Fersen nagori no rimbu – "Fersen, un rondeau d'addio" | 27 febbraio 1980 | 26 marzo 1982   |
| 20 | Fersen e Maria Antonietta sono ormai diventati amanti e si incontrano clandestinamente. Oscar fa da messaggera tra i due. Nel Paese e a corte iniziano a circolare voci sul loro amore. Oscar, per proteggerli dai pettegolezzi, si reca al ballo di corte e balla per tutta la sera con la regina, evitando un pericoloso scandalo. Fersen decide di partire per l'America arruolandosi nella guerra d'indipendenza, per non creare problemi alla donna che ama. André inizia a essere geloso di Fersen pensando che Oscar provi dei sentimenti per l'uomo. |                  |                 |
| 21 | La sosia della regina 「黒ばらは夜ひらく」 - Kurobara wa yoru hikaru – "Le rose nere fioriscono di notte" | 5 marzo 1980     | 29 marzo 1982   |
| 21 | Jeanne, con la complicità del marito Nicolas, estorce del denaro al cardinale de Rohan promettendogli di fargli incontrare la regina. Gli mente falsificando delle lettere e mentendo su suoi colloqui con la regina, mai avvenuti. Quando il cardinale comincia a essere sospettoso, per evitare di essere scoperta Jeanne assume Nicole Olivier, una mendicante cieca che somiglia a Maria Antonietta, e organizza un incontro col cardinale. Oscar, che Jeanne ha provato a corrompere per realizzare i suoi piani, comincia a nutrire sospetti su attività illecite da parte della donna. |                  |                 |
| 22 | Lo scandalo della collana 「首飾りは不吉な輝き」 - Kubikazari wa fukitsuna kagayaki – "La collana luccica in modo sinistro" | 12 marzo 1980    | 30 marzo 1982   |
| 22 | Nasce finalmente Louis Joseph, erede al trono di Francia, e la regina smette di ricevere i nobili per dedicarsi ai figli, suscitando molte critiche. Alla tensione popolare contro la nobiltà si aggiunge l'avversione delle famiglie nobili contro i reali. Jeanne truffa di nuovo il cardinale de Rohan inducendolo a comprare per la regina una costosissima collana, poi invia il marito in Inghilterra per vendere i diamanti della collana. Alla regina arrivano le rate del pagamento della collana, che lei non ha mai acquistato. |                  |                 |
| 23 | Il processo 「ずる賢くてたくましく！」 - Zurugashikokute takumashiku! – "Abile e dura!" | 19 marzo 1980    | 31 marzo 1982   |
| 23 | La truffa della collana viene scoperta e Jeanne viene processata. Nel tentativo di scagionarsi, accusando la regina della truffa e di altri crimini commessi con la complicità di Oscar, ovviamente mente. Il popolo, visto l'odio che nutre nei confronti dei reali, appoggia incondizionatamente Jeanne. Alla fine Jeanne viene comunque condannata all'ergastolo, ma diventa un'eroina popolare per aver accusato la regina. Sarà questo uno degli eventi critici che porteranno alla ribellione popolare contro la corona, che sarà alla base della rivoluzione francese. |                  |                 |
| 24 | Una fuga misteriosa 「アデュウわたしの青春」 - Adieu watashi no seishun – "Adieu, mia giovinezza" | 26 marzo 1980    | 1º aprile 1982  |
| 24 | Jeanne riesce a evadere dalla prigione e a rifugiarsi in Inghilterra con l'aiuto di un misterioso nobile e pubblica le sue memorie, dove racconta falsi scandali sulla regina. Questo contribuisce ad esacerbare le conseguenze dello scandalo per la credibilità della famiglia reale. La contessa di Polignac costringe Rosalie a vivere con lei, minacciando di rovinare la reputazione di Oscar se non accetta. Jeanne e Nicolas vengono traditi dal nobile che li aveva protetti e, quando Oscar arriva ad arrestarli, si uccidono. |                  |                 |
| 25 | Cuore di donna 「かた恋のメヌエット」 - Katakoi no menuetto – "Minuetto d'amore non corrisposto" | 2 aprile 1980    | 2 aprile 1982   |
| 25 | Fersen torna dall'America e viene ospitato a palazzo Jarjayes. Sapendo della nuova situazione politica in Francia, incontra la regina per esprimere il suo appoggio alla famiglia reale e si arruola nella guardia reale. Oscar si rende conto di essere innamorata di Fersen e si reca al ballo di corte vestita da donna, per la prima volta, per vivere la sua parte femminile che è innamorata del conte. Fersen balla con lei all'inizio senza riconoscerla, ed esprime così il sentimento che prova per Oscar: pura amicizia. Così Oscar capisce che deve dimenticarlo. |                  |                 |
| 26 | Il Cavaliere Nero 「黒い騎士に会いたい！」 - Kuroikishi ni aitai! – "Voglio vedere il Cavaliere Nero!" | 9 aprile 1980    | 5 aprile 1982   |
| 26 | Durante un ballo a casa del duca d'Enghien, Oscar insegue il Cavaliere Nero, un ladro che ruba i gioielli dei nobili e li dona ai poveri. Viene aggredita dagli uomini del duca d'Orléans, ma viene soccorsa da Rosalie, che è fuggita dalla casa della contessa di Polignac e vive di nuovo nella povertà. All'inizio Oscar crede che André sia il ladro, poi i due organizzano insieme un piano per catturare il Cavaliere Nero: André si veste come il Cavaliere Nero e inizia a commettere falsi furti, per attirare il vero ladro in trappola. In un duello con il vero Cavaliere Nero, André viene ferito all'occhio sinistro. |                  |                 |
| 27 | Un rischio calcolato 「たとえ光を失うとも。。。」 - Tatoe hikari o ushinau to mo... – "Anche se perdessi la luce..." | 16 aprile 1980   | 6 aprile 1982   |
| 27 | Oscar si reca in visita dal duca d'Orléans per scoprire l'identità del Cavaliere Nero, che sicuramente è protetto dal duca, e viene rapita. André, ancora ferito, va a liberarla e insieme arrestano il Cavaliere Nero, che si rivela essere Bernard Chatelet, giornalista parigino amico di Robespierre. André perde irreversibilmente la vista dall'occhio ferito, Oscar per questo vuole uccidere Bernard, ma André la ferma facendole notare la correttezza della causa del Cavaliere Nero. Oscar accetta di liberare il ladro, dopo essersi assicurata che restituirà la refurtiva, e lo manda a casa di Rosalie a Parigi. |                  |                 |
| 28 | Un innamorato respinto 「アンドレ青いレモン」 - André aoi lemon – "André, limone verde" | 30 aprile 1980   | 7 aprile 1982   |
| 28 | Fersen ha capito che Oscar è innamorata di lui, e quando va da lei per parlarne, lei gli dice addio, sapendo che la loro amicizia non può continuare. André ha problemi di vista anche all'occhio destro, ma non ne parla con Oscar. Oscar decide di lasciare il comando della guardia reale per allontanarsi da Fersen e rinnegare per sempre la sua parte femminile per non provare più dolore. Oscar non ha più bisogno del servizio di André e lui, per la paura di perderla, cerca di convincerla a non rinunciare a vivere i suoi sentimenti, le confessa il suo amore e le strappa la camicia, trattenendosi poi dal farle violenza, pronunciando la frase «una rosa è una rosa, anche se essa sia bianca o rossa. Una rosa non sarà mai un lillà» (intendendo cioè che una donna è una donna e non potrà mai essere un uomo). |                  |                 |
| 29 | Una nuova vita 「歩き始めた人形」 - Akuriki hajimeta ningyoo – "Una marionetta che inizia a camminare" | 14 maggio 1980   | 8 aprile 1982   |
| 29 | Oscar viene nominata comandante del reggimento delle guardie francesi di stanza a Parigi, il cui vice è il colonnello d'Agoult. André, non sopportando il suo abbandono, si arruola con l'aiuto dell'amico Alain de Soissons. Tutti i soldati, tranne André, si rifiutano di prendere parte alla parata di benvenuto a Oscar, perché non vogliono prendere ordini da una donna. Per guadagnarsi il rispetto dei suoi uomini, Oscar si batte pubblicamente con uno di loro, vincendo. I soldati sfilano nella parata di benvenuto, ma non sono ancora pronti ad accettare completamente Oscar. Girodelle, che ha preso il posto di Oscar come comandante della guardia reale, chiede la mano di Oscar a suo padre. |                  |                 |
| 30 | La sfida di Oscar 「お前は光俺は影」 - Omae wa hikari, ore wa kage – "Tu sei la luce, io sono l'ombra" | 21 maggio 1980   | 9 aprile 1982   |
| 30 | Gli uomini delle guardie francesi continuano a rifiutare il comando di Oscar. Il padre accetta la proposta di Girodelle per permettere a Oscar di vivere finalmente come una donna, e organizza un ballo in suo onore chiedendole di vestirsi da donna. Lei rifiuta e si presenta in uniforme, rifiutando di sposarsi. André, accusato dai compagni della guardia di essere una spia del nuovo comandante, viene brutalmente picchiato, ma resiste per amore di Oscar. Il generale Jarjayes viene ferito dal rivoluzionario Saint-Just. |                  |                 |
| 31 | La rabbia popolare 「兵営に咲くりラの花」 - Heiei ni saku rira no hana – "Un lillà fiorisce nella caserma" | 4 giugno 1980    | 12 aprile 1982  |
| 31 | Oscar ha il compito di proteggere il principe spagnolo Carlos, in visita diplomatica in Francia con la moglie e la figlia. Uno dei suoi uomini, rivoluzionario, cerca di ucciderla in un vecchio castello abbandonato, ma viene fermato da André e Alain. Il principe e la sua famiglia riescono a tornare in Spagna incolumi, dopo che Oscar li ha salvati da un agguato di Saint-Just al villaggio di Hallencourt. Lazare Dressel, uno degli uomini di Oscar, viene arrestato per aver venduto il suo fucile ai rivoluzionari, e Alain accusa Oscar di averlo venduto e la sfida a duello. |                  |                 |
| 32 | Nemici del popolo 「嵐のプレリュード」 - Arashi no prelude – "Preludio alla tempesta" | 18 giugno 1980   | 13 aprile 1982  |
| 32 | Oscar vince il duello contro Alain, e interviene per far liberare il soldato che ha venduto il fucile, guadagnando una volta per tutte il rispetto dei suoi uomini. Oscar e André vengono aggrediti dal popolo a Parigi, ma interviene Fersen a salvarli entrambi. In quell'occasione Oscar si accorge di provare qualcosa per André. Dianne, sorella minore di Alain, si suicida per essere stata abbandonata dal fidanzato. |                  |                 |
| 33 | Gli ultimi splendori di Versailles 「たそがれに弔鐘は鳴る」 - Tasogare ni choushou wa naru – "Una campana funebre suona al crepuscolo" | 2 luglio 1980    | 14 aprile 1982  |
| 33 | André incontra a un comizio Bernard e scopre che ha sposato Rosalie. Il giornalista chiede ad André di unirsi alla sua causa, ma il giovane rifiuta anche se è d'accordo con le sue idee. Il re convoca gli Stati generali, Oscar e i suoi uomini sono incaricati di sorvegliare Versailles durante l'assemblea, ma non viene raggiunto nessun accordo. Il principe Louis Joseph, erede al trono, muore pochi mesi prima dello scoppio della rivoluzione. |                  |                 |
| 34 | Robespierre 「今"テニスコートの誓い"」 - Ima "Tenisu kooto no chikai" – "Adesso il "giuramento della Pallacorda"" | 9 luglio 1980    | 15 aprile 1982  |
| 34 | Il re ordina a Oscar di impedire l'accesso nella sala dell'assemblea a tutti i deputati. I deputati del terzo stato decidono quindi di riunirsi nella sala della pallacorda, dove discuteranno sulla costituzione francese. Oscar, opponendosi alla decisione del re di far entrare i deputati del terzo stato da una porta secondaria nella sala dell'assemblea, apre le porte. Il re ordina lo scioglimento dell'assemblea, ma i rappresentanti del terzo stato si rifiutano di abbandonare la sala, a Oscar viene ordinato di sgomberarla anche sparando sulla folla. Oscar, che aspettava da tempo l'occasione per unirsi al popolo, si rifiuta di eseguire l'ordine, appoggiata dai suoi soldati, tra cui Alain e Lazare, che vengono arrestati. |                  |                 |
| 35 | Accusa di tradimento 「オスカル、いま、巣離れの時」 - Oscar, ima, subanare no toki – "Oscar, adesso è l'ora di spiccare il volo" | 23 luglio 1980   | 16 aprile 1982  |
| 35 | Oscar interviene per fermare Girodelle e gli uomini della guardia reale, che stanno per attaccare i deputati riuniti nella sala. Oscar viene così accusata di alto tradimento. Il padre sta per ucciderla per evitare il disonoramento della famiglia, ma André interviene a salvarla e mentre il generale Jarjayes sta per ucciderlo, arriva la sentenza del re: grazie alla regina, Oscar e la sua famiglia sono salvi. I soldati arrestati vengono condannati a morte, Oscar si rivolge a Bernard per chiedergli di guidare un attacco del popolo al carcere per liberare i suoi soldati. |                  |                 |
| 36 | La fame a Parigi 「合言葉は"サヨナラ"」 - Ai kotoba wa "sayonara" – "La parola d'ordine è "arrivederci"" | 30 luglio 1980   | 19 aprile 1982  |
| 36 | Il popolo chiede al re di ritirare le truppe da Parigi, si inizia a parlare di fare concessioni al terzo stato per placare le rivolte. Ormai la rivoluzione è alle porte, nonostante le discordie tra i capi della rivolta, Saint-Just e Robespierre. La regina, che ha una grande influenza sulle decisioni politiche del re, è inamovibile, nonostante i consigli contrari di Oscar durante il loro ultimo incontro. Le mancate concessioni al popolo e le forzate dimissioni del ministro delle finanze Necker, appoggiato dai rivoluzionari, provocano l'inizio della rivoluzione. |                  |                 |
| 37 | La voce della libertà 「熱き誓いの夜に」 - Atsuki chikai no yoru ni – "La notte dei giuramenti appassionati" | 6 agosto 1980    | 20 aprile 1982  |
| 37 | Oscar è gravemente malata di tisi, ma non accetta il consiglio del medico Lasonne di abbandonare il servizio militare e mettersi a riposo. Scopre che André sta perdendo la vista anche all'occhio destro, e gli chiede di tornare a casa con lei per riposarsi in attesa di nuovi ordini. Il pittore Armand finisce il ritratto di Oscar, rappresentata come Marte, il dio della guerra, in sella al suo cavallo. Viene dato l'ordine di soffocare la rivolta del popolo attaccando la folla. Il generale Jarjayes parla con André e gli esprime la sua stima. Oscar e André, tornando verso Parigi, vengono attaccati da alcuni rivoluzionari. Durante la fuga, Oscar confessa ad André di ricambiare il suo amore, e finalmente lo bacia e i due fanno l'amore nel bosco. |                  |                 |
| 38 | Divampa la rivoluzione 「運命の扉の前で」 - Unmei no tobira no mae de – "Di fronte alla porta del destino" | 20 agosto 1980   | 2 dicembre 1982 |
| 38 | Il reggimento di Oscar decide di voltare le spalle al re e combattere a fianco del popolo se riceverà l'ordine di sparare sulla folla, Oscar si unisce a loro, rinunciando al proprio titolo nobiliare e alla carica di comandante, per seguire la decisione di André. Inizialmente diffidente, il popolo francese accoglie i soldati dopo il benvenuto di Bernard. I soldati ribelli attaccano gli altri soldati per difendere il popolo, ma subiscono grosse perdite, tra cui Lazare, e decidono di attraversare Parigi per unirsi agli uomini di Bernard, ma André viene colpito in pieno petto dal proiettile di un soldato del reggimento di Salis-Samade. |                  |                 |
| 39 | Addio André! 「あの微笑みはもう還らない！」 - Ano hohoemi wa mou kaeranai! – "Il suo sorriso è andato via per sempre!" | 27 agosto 1980   | 3 dicembre 1982 |
| 39 | André, colpito da un soldato, viene soccorso da vari medici che combattono tra il popolo, ma muore poco dopo tra le braccia di Oscar dopo averle promesso di sposarla. Oscar vuole abbandonare i combattimenti, ma Alain la convince a continuare a combattere. I parigini decidono di attaccare la Bastiglia, Oscar torna al comando dei suoi uomini per combattere per l'ideale di André. Mentre sparano con i cannoni sulla Bastiglia, Oscar viene presa di mira dal comandante della fortezza e colpita dai fucilieri sui bastioni. |                  |                 |
| 40 | 14 luglio 1789 「さよならわが愛しのオスカル」 - Sayonara waga itoshi no Oscar – "Addio, mia cara Oscar" | 3 settembre 1980 | 6 dicembre 1982 |
| 40 | Oscar, morente, ordina ad Alain di prendere il comando e di continuare a combattere. Oscar muore durante la presa della Bastiglia. Cinque anni dopo, Alain, Bernard e Rosalie si ritrovano su una spiaggia. Oscar e André sono sepolti insieme sulle colline di Arras, i luoghi preferiti della loro infanzia. Vengono narrati gli episodi successivi alla presa della Bastiglia: il tentativo di fuga della famiglia reale con l'aiuto del fedelissimo Fersen, la loro cattura, l'instaurazione della repubblica francese e la condanna a morte dei reali. La regina, prima di essere ghigliottinata, ha dato a Rosalie una rosa di stoffa da mettere sulla tomba di Oscar. |                  |                 |

### Episodi inediti
| Nº | Giapponese 「Kanji」 - Rōmaji - Traduzione letterale | In onda           | In onda |
| Nº | Giapponese 「Kanji」 - Rōmaji - Traduzione letterale | Giapponese        |         |
| 24 | 「燃えつきたバラの肖像」 - Moetsukita bara no shōzō – "Ritratti di rose che bruciano" | 26 marzo 1980     |         |
| 24 | Episodio trasmesso al posto del 24º in alcuni distretti giapponesi da NTV, che non voleva più continuare la serie per mancanza di pubblico. Questo episodio-documentario narra il seguito e la fine delle vicende della serie su immagini fisse: quella di Oscar e André a cavallo è stata riutilizzata come fine dell'episodio 37, e quella della rivolta per l'assalto alla carrozza della famiglia Jarjayes. L'episodio descrive i contadini che abbandonano i loro figli a causa della carestia: questa sequenza alla fine non è stata adattata nella serie. Questo episodio di montaggio non è mai più stato ritrasmesso, né pubblicato in home video in Giappone o all'estero, soprattutto per volere dell'autrice, che da sempre lo considerò la prova evidente dell'insuccesso della serie animata. |                   |         |
| 41 | 「ベルサイユのばらと女たち」 - Versailles no bara to onnatachi – "Le rose di Versailles e le donne" | 10 settembre 1980 |         |
| 41 | Episodio di montaggio realizzato con spezzoni della serie regolare. Si tratta di una reinterpretazione della storia regolare dal punto di vista delle protagoniste femminili. |                   |         |